# Croton kongensis
Espèce
Croton kongensis est une espèce de plantes à fleurs du genre Croton et de la famille Euphorbiaceae qui se rencontre en Birmanie, en Chine (dans le Hainan et le Yunnan), au Laos, en Thaïlande et au Viêt Nam, à une altitude maximale de 2 000 m.
Il a pour synonyme :
- Croton tonkinensis, Gagnep., 1921

## Description
Croton kongensis est un arbuste d'un à cinq mètres de haut, aux feuilles alternes ou en faux verticilles, à l'inflorescence terminale, densiflore ; aux fleurs petites, bisexuées ou unisexuées, blanchâtres ; à capsule tricoque ; aux graines ovoïdes d'un brun roux.

## Habitat
C'est une espèce connue à l'état sauvage ou cultivé dans les régions tropicales.

## Pharmacologie
Deux diterpènes possédant une action anti-malaria ont pu être isolés de Croton kongensis.